# Jutta Günther (Wirtschaftswissenschaftlerin)
Jutta Günther (* 15. Juni 1967 in Hückeswagen) ist eine deutsche Wirtschafts- und Sozialwissenschaftlerin und Hochschullehrerin. Seit dem 1. September 2022 ist sie Rektorin der Universität Bremen.

## Biografie

### Ausbildung, Beruf
Günther hat von 1984 bis 1989 die Ausbildungen zur Apothekenhelferin und zur pharmazeutisch-technischen Assistentin absolviert und anschließend bis 1990 als technische Assistentin an der Freien Universität Berlin im Fachbereich Pharmazie gearbeitet. Sie erhielt den Zugang zum Studium auf dem zweiten Bildungsweg und studierte von 1994 bis 2002 Sozial- und Wirtschaftswissenschaften an der University at Albany, The State University of New York, der Universität Oldenburg und der Universität Osnabrück. 2002 wurde sie an der Universität Osnabrück mit der Schrift Das Zustandekommen von Technologie-Spillovers durch ausländische Direktinvestitionen promoviert. Neben einer anschließenden Tätigkeit als externe Habilitantin an der Wirtschaftswissenschaftliche Fakultät der Friedrich-Schiller-Universität in Jena war sie von 2008 bis 2013 als Abteilungsleiterin in der Forschungsabteilung „Strukturwandel“ am Leibniz-Institut für Wirtschaftsforschung Halle (IWH) tätig. Anschließend leitete sie von 2013 bis 2014 den Bereich „Innovationen in aufholenden Regionen“ und war von 2011 bis 2013 als Institutsleiterin (interim) in Doppelspitze zusammen mit Oliver Holtemöller für das IWH tätig.
Im April 2014 wurde Günther zur Professorin für Volkswirtschaftslehre (VWL), insbes. für Innovations- und Strukturökonomik im Fachbereich Wirtschaftswissenschaft an der Universität Bremen berufen. Ihre Forschungsschwerpunkte sind Innovationsprozesse, Strukturwandel und ökonomische Aspekte der Systemtransformation. Von 2020 bis 2022 war sie Konrektorin für Forschung, wissenschaftlichen Nachwuchs und Transfer der Universität Bremen.
Im März 2022 wurde Günther vom Akademischen Senat zur Rektorin der Universität Bremen gewählt und durch den Senat der Freien Hansestadt Bremen für eine fünfjährige Amtszeit bestellt als Nachfolgerin von Bernd Scholz-Reiter. Günther ist die erste Frau im Amt der Rektorin der Universität Bremen.

### Rektorin
Als Rektorin der Universität Bremen hat Günther es sich zur Aufgabe gemacht, die Themenschwerpunkte Nachhaltigkeit, Klimagerechtigkeit und Klimaneutralität in der Universität Bremen ganzheitlich umzusetzen. Auch der Akademische Senat hat sich zu diesen Zielen bekannt. Hierfür wurde eine Kommission für Nachhaltigkeit (NKK) des Akademischen Senats gegründet, um eine Nachhaltigkeitsstrategie für die Universität zu erarbeiten. Des Weiteren wird das Leitbild der Universität von einer Arbeitsgruppe unter Leitung von Günther entsprechend überarbeitet. Die Bremer Wissenschaftssenatorin Claudia Schilling unterstützt die Initiative, dass die Universität Bremen zu einer Klima-Universität wird.

## Mitgliedschaften, Gremienarbeit
- Günther ist seit 2018 Mitglied des Deutsch-Koreanischen Konsultationsgremiums beim Beauftragten der Bundesregierung für die neuen Bundesländer im Bundesministerium für Wirtschaft und Energie (BMWi).
- Seit 2017 ist sie Gutachterin für die Deutsche Forschungsgemeinschaft (DFG)
- 2015 wurde sie durch das BMBF als Mitglied des wissenschaftlichen Beirats der FuE-Datenerhebung in der Wissenschaftsstatistik GmbH im Stifterverband berufen, dem sie seit 2020 als Vorsitzende angehört.
- Seit März 2020 wirkt sie als wissenschaftliche Sachverständige in der Enquete-Kommission Klimaschutzstrategien für das Land Bremen.[7]